# Ernest Braems
Ernest Braems (Menen, 25 juni 1883 – Koksijde, 12 december 1965) was een Belgisch tekenaar, etser, schilder, eigenaar van een schildersatelier en handelaar in schilderijen.  

## Biografie
Vóór de Eerste Wereldoorlog was Ernest Braems tekenaar en etser in het zogenaamde "prentjes- of zintjeskot" van Halewijn. Dit bedrijf was bekend voor zijn lithografisch werk en het drukken van etiketten.
Bij de aanvang van de oorlog werd Braems ingedeeld bij het regiment voor de verdediging van de fortengordel rond Antwerpen. Na de capitulatie vluchtte hij samen met het grootste deel van de soldaten naar Nederland waar ze in een kamp werden ondergebracht. Hier kwam hij in contact met een Nederlands schildersatelier, waar hij op een "Hollandse" manier leerde schilderen, seriewerk tegen een hoog tempo en sterk gecommercialiseerd.  
Na de oorlog startte hij zijn eigen bedrijf in kaders en handel in schilderijen in Menen en ontpopte zich als een organisator en gewiekst zakenman, die het schilderen zelf overliet aan zijn personeel. Braems wist veel van schilderen af, maar hij was zelf geen goede schilder.   
Hij beheerde later samen met zijn twee zonen Marcel en Herbert het bedrijf waar op grote schaal schilderijen werden geproduceerd aan een hoog tempo, volgens een soort bandsysteem. In die tijd was dit een unicum in België. Op de topdagen van de firma werden er honderden landschappen, jachttaferelen, stadsgezichten, interieurs en portretten op doek geschilderd. Als inspiratiebron en voorbeeld werden reproducties en kalenders gebruikt.  
De schilderijen werden in kisten met vrachtwagens en met de trein naar de meeste steden in België verstuurd, maar ook naar Frankrijk, Duitsland, Canada en de Verenigde Staten. Via een netwerk van verdelers werden ze dan in diverse winkels verkocht.   
Braems was lange tijd alleenheerser op de markt van het seriewerk. Later kreeg hij concurrentie van Martin Douven (1898-1973), een autodidactisch schilder uit Leopoldsburg, die al rond 1928 gestart was met het verkopen van schilderijen in meubelzaken maar tegen het einde van de jaren vijftig samen met zijn negen kinderen een echte schilderijenfabriek had opgericht. Die groeide uit tot een enorm bedrijf met tweehonderd werknemers en een productie van 250.000 schilderijen per jaar.
ln 1946 liet Ernest Braems zijn zaak over aan zijn beide zonen en verliet hij zijn geboortestad Menen om zich in zijn villa in Koksijde te vestigen waar hij op 12 december 1965 overleed. Tot in de jaren zestig kende het bedrijf nog een sterke bloei en werkte met een twaalftal personeelsleden. De activiteiten van het bedrijf werden in 1970 stopgezet.
De schilderijen van Braems zijn nog steeds ruim verspreid en worden regelmatig te koop aangeboden. 

## Bekende schilders uit het atelier
Emile Decraene (Menen, 1911) was de meest begaafde schilder uit het atelier van Braems. Hij stond samen met enkele andere getalenteerde schilders in voor het betere werk en schilderde vooral Engelse interieurs en personages. Na de bevrijding werd hij zelfstandig kunstschilder. Hij signeerde zijn schilderijen met "Naert".  Hij schilderde veel reproducties van bekende meesters zoals Rubens en Rembrandt, vooral op bestelling van kunsthandelaars.  
André Debeuf werkte slechts enkele jaren in het atelier van Braems. Daarna oefende hij enkele administratieve beroepsactiviteiten uit, volgde lessen aan de tekenacademie en werd in 1947 zelfstandig kunstschilder. Hij specialiseerde zich al vlug tot massaproductie van schilderijen en samen met zijn zoon Hugo bouwde hij een wereldwijd netwerk uit, onder andere in Toronto, maar vooral in Zuid-Frankrijk, waar veel vraag was naar landschappen en zichten uit de Provence en de Côte d'Azur. Die werden in het atelier aan de hand van foto's en kalenders geschilderd. Daarnaast maakten ze ook individuele schilderijen op bestelling. 

## Kwaliteit
De werken uit het atelier Braems kunnen in vier categorieën onderverdeeld worden: 
1. Werken getekend met de naam Braems (E. Braems of Ernest Braems), maar geschilderd door zijn beste medewerkers.  Dit was geen seriewerk.
2. "Soigné" of verzorgd
3. Middelmatig
4. Seriewerk of kladwerk, soms getekend onder de naam "Lannoy." Het zijn eenvoudige taferelen, landschappen, clowns enz.

De goedkoopste waren bestemd voor de kermis of werden geschonken als geschenk bij een grote aankoop in een handelszaak. Vooral na de Tweede Wereldoorlog was er een sterke stijging van de uitvoer naar de Verenigde Staten, waar men weinig kieskeurig was.

## Algemene Bronnen
Walter DESMET: "Menense schilderljen wereldwijd verspreid". Tijdschrift 't Wingheroen, Heemkring Menen, 1999 (pag. 51-60)